# Wajir
Wajir è una città del Kenya, capoluogo dell'omonima contea. L'ultimo censimento della città riporta una popolazione totale di 32.207 abitanti.